# François Simons
François Simons (Antwerpen, 25 oktober 1946) is een voormalig Belgisch zwemmer en waterpolospeler. Hij nam als zwemmer tweemaal deel aan de Olympische Spelen en behaalde daarbij geen finaleplaats. Hij behaalde twintig Belgische titels in het zwemmen.

## Loopbaan
In 1964 maakte Simons op 17-jarige leeftijd zijn olympisch debuut bij de Olympische Spelen van Tokio. Hij werd uitgeschakeld in de reeksen van de 100 m vrije slag. Vier jaar later behaalde hij op de Olympische Spelen van Mexico de halve finale op de 100 m vrije slag en werd hij uitgeschakeld in de reeksen van de 200 m wisselslag.
Simons behaalde ook 20 Belgische titels en verbeterde 27 keer een Belgisch record.
Na zijn zwemcarrière was Simons actief als waterpolospeler. Hij verzamelde meer dan 50 selecties voor de nationale ploeg en werd met zijn club Zwemclub Scaldis Antwerpen verschillende malen kampioen. Hij werd ook internationaal waterpoloscheidsrechter en was actief op de Olympische Spelen van Atlanta in 1996 en op de wereldkampioenschappen van 1994 en 1998. Na het bereiken van de leeftijdsgrens was hij nog even manager van de Belgisch nationale waterpoloploeg.

## Internationaal palmares

### 100 m vrije slag
- 1964: 5e in reeks OS in Tokio - 56,8 s
- 1966: 8e in ½ fin. EK in Utrecht - 56,2 s
- 1968: 7e in ½ fin. OS in Mexico-Stad - 55,3 s

### 200 m wisselslag
- 1968: 5e in reeks OS in Mexico-Stad - 2.22,5

### 4 x 100 m vrije slag
- 1966: 7e in reeks EK in Utrecht - 3.49,9 (NR)

## Belgische kampioenschappen
Langebaan
| Onderdeel        | Jaar                                     |
| ---------------- | ---------------------------------------- |
| 100 m vrije slag | 1964, 1965, 1966, 1967, 1968, 1969, 1970 |
| 200 m vrije slag | 1964, 1965, 1966, 1967, 1968, 1969       |
| 200 m wisselslag | 1966, 1967, 1969, 1970                   |
| 400 m wisselslag | 1964, 1965, 1966                         |

## Belgische records

### Langebaan[4]

#### 100 meter vrije slag
| Prestatie | Datum        | Plaats |
| --------- | ------------ | ------ |
| 55,0 s    | 27 juli 1968 | Madrid |

#### 200 meter wisselslag
| Prestatie | Datum        | Plaats    |
| --------- | ------------ | --------- |
| 2.22,5    | 16 juli 1968 | Stockholm |

### Kortebaan[5]

#### 100 meter vrije slag
| Prestatie | Datum            | Plaats    |
| --------- | ---------------- | --------- |
| 56,9 s    | 22 maart 1964    | Antwerpen |
| 56,1 s    | 10 mei 1964      | Antwerpen |
| 56,0 s    | 12 mei 1964      | Antwerpen |
| 55,6 s    | 21 februari 1965 | Bremen    |
| 55,2 s    | 10 april 1965    | Brussel   |
| 55,0 s    | 4 mei 1965       | Antwerpen |
| 54,7 s    | 31 januari 1966  | Bremen    |
| 54,2 s    | 8 mei 1966       | Antwerpen |
| 53,1 s    | 14 mei 1967      | Antwerpen |

#### 200 meter vrije slag
| Prestatie | Datum             | Plaats    |
| --------- | ----------------- | --------- |
| 2.08,5    | 29 maart 1964     | Antwerpen |
| 2.05,7    | 28 september 1964 | Antwerpen |
| 2.04,1    | 24 oktober 1965   | Antwerpen |
| 2.03,5    | 11 april 1967     | Antwerpen |
| 2.01,5    | 24 september 1967 | Antwerpen |

#### 400 meter vrije slag
| Prestatie | Datum           | Plaats    |
| --------- | --------------- | --------- |
| 4.40,5    | 24 maart 1964   | Antwerpen |
| 4.38,1    | 8 mei 1965      | Mechelen  |
| 4.37,3    | 30 oktober 1965 | Antwerpen |

#### 100 meter vlinderslag
| Prestatie | Datum            | Plaats    |
| --------- | ---------------- | --------- |
| 1.04,6    | 10 mei 1964      | Antwerpen |
| 1.02,9    | 29 augustus 1965 | Torrembar |
| 1.02,8    | 2 september 1965 | Tarragona |
| 1.02,3    | 26 april 1966    | Antwerpen |

#### 200 meter vlinderslag
| Prestatie | Datum        | Plaats    |
| --------- | ------------ | --------- |
| 2.36,7    | 25 juli 1962 | Antwerpen |
| 2.29,2    | 2 maart 1965 | Antwerpen |

#### 200 meter wisselslag
| Prestatie | Datum      | Plaats                 |
| --------- | ---------- | ---------------------- |
| 2.17,5    | 4 mei 1966 | Sint-Lambrechts-Woluwe |

#### 400 meter wisselslag
| Prestatie | Datum          | Plaats    |
| --------- | -------------- | --------- |
| 5.13,7    | 10 maart 1964  | Antwerpen |
| 5.08,7    | 5 oktober 1965 | Antwerpen |